# 本格推理 (光文社文庫)
『本格推理』（ほんかくすいり）および『新・本格推理』（しん・ほんかくすいり）は、1993年から2009年まで光文社文庫で「文庫の雑誌」形式で出版されていた、推理小説の公募アンソロジー。鮎川哲也が編者を務め、後には二階堂黎人が編者を務めた。「本格推理」が全15巻、「新・本格推理」が全9巻刊行されている。また、別冊の「本格推理マガジン」も鮎川哲也（後に芦辺拓）が編者を務め、全5巻刊行されている。

## 概要
本格推理
推理小説の中でも、論理的でフェアな謎解きに主眼を置いた「本格推理」の短編を募集する企画として、1992年に開始された。当時は本格推理の長編を募集する鮎川哲也賞はあったものの、創元推理短編賞（現・ミステリーズ!新人賞）はまだ始まっておらず、本格推理の短編を募る賞はなかった。編者は名アンソロジストとして知られていた本格推理作家の鮎川哲也が務め、鮎川本人がすべての投稿作に目を通していた。
公募は1992年秋、文庫の折込広告で告知され、第1回の締め切りまでには予想を大きく上回る238編が応募された。そのため、当初は1冊にまとめる予定だったが、2冊に分冊されることになり、1冊目が1993年4月に刊行された。以降、毎年公募が行われ、7回の公募で全15巻が刊行された。
有名作家が全応募作に目を通す点、最大で三十数編ものの作品が活字化される点、それも雑誌ではなく文庫本収録である点など、これまでに新人コンテストに無い(強いて言えば講談社のショートショートコンテストが似た趣向を持つ)新機軸が応募者にも読者にも注目を浴びた。
新・本格推理
二階堂黎人が新たな編者となり、2001年より「新・本格推理」の刊行が始まった。これを機に、規定枚数が原稿用紙50枚以内から100枚以内へと変更されている。「本格推理」は1回の公募で数冊ずつ刊行されていたが、「新・本格推理」は毎年1冊ずつの刊行となった。また、創元推理評論賞が終了したことを受けて、第5回募集より評論も受け付けていた。
2009年、「新・本格推理」の9巻目に当たる『新・本格推理 特別編 不可能犯罪の饗宴』が刊行された。今までの「本格推理」シリーズの内容を振り返り、総括する内容になっており、「本格推理」（「新」を含む）出身者の短編6作品と対談などが収録されている。公募作品は、8巻巻末で「七番目の椅子」として募集された作品1編のみ掲載されている。この巻では、新たな募集の案内は出されていない。
本格推理マガジン
1冊目の『孤島の殺人鬼』は、既に「本格推理」に作品が採られたアマチュア作家の2作目以降の掲載のために企画された。これは当初、「本格推理」では多くの人の作品を紹介するため、すでに採用された投稿者の2度以上の掲載には消極的だったからである。その後、「本格推理」自体が2作目以降の掲載も積極的にするようになった。そのため、その後の「本格推理マガジン」は過去の埋もれた作品を再録するものとして生まれ変わり、狩久や岡田鯱彦の作品などを再録した。
「本格推理」掲載後、新人賞を受けてデビューした作家
同じ本格推理を募集している鮎川哲也賞（北森鴻、七河迦南）、ミステリーズ!新人賞（秋梨惟喬）などを受賞した投稿者もいるが、ほかにもメフィスト賞（蘇部健一、霧舎巧、黒田研二、津村巧）や江戸川乱歩賞（鏑木蓮）、横溝正史ミステリ大賞（山本甲士）など様々な賞の受賞者を輩出している。

## 刊行リスト

### 本格推理
すべて鮎川哲也編。1回の公募につき1~3冊が編まれている。
応募総数 第1回：238編、第2回：389編、第3回：不明（第2回より数編少ない）、第4回：不明（300編をゆうに超える）、第5回：326編、第6回：270編、第7回：281編
- 第1回 - 『本格推理1 新しい挑戦者たち』（1993年4月20日）
- 第1回 - 『本格推理2 奇想の冒険者たち』（1993年10月20日）
- 第2回 - 『本格推理3 迷宮の殺人者たち』（1994年4月20日）
- 第2回 - 『本格推理4 殺意を継ぐ者たち』（1994年8月20日）
- 第2回 - 『本格推理5 犯罪の奇術師たち』（1994年11月20日）
- 第3回 - 『本格推理6 悪意の天使たち』（1995年5月20日）
- 第4回 - 『本格推理7 異端の建築家たち』（1996年5月20日）
- 第4回 - 『本格推理8 悪夢の創造者たち』（1996年9月20日）
- 第4回 - 『本格推理9 死角を旅する者たち』（1996年12月20日）
- 第5回 - 『本格推理10 独創の殺人鬼たち』（1997年7月20日）
- 第5回 - 『本格推理11 奇跡を蒐める者たち』（1997年11月20日）
- 第6回 - 『本格推理12 盤上の散歩者たち』（1998年7月20日）
- 第6回 - 『本格推理13 幻影の設計者たち』（1998年11月20日）
- 第7回 - 『本格推理14 密室の数学者たち』（1999年6月20日）
- 第7回 - 『本格推理15 さらなる挑戦者たち』（1999年11月20日）

### 新・本格推理
03号まで鮎川哲也監修、二階堂黎人編。04号以降は二階堂黎人編。毎年の公募で1冊ずつ刊行。
- 『新・本格推理01 モルグ街の住人たち』（2001年3月20日）
- 『新・本格推理02 黄色い部屋の殺人者』（2002年3月20日）
- 『新・本格推理03 りら荘の相続人』（2003年3月20日）
- 『新・本格推理04 赤い館の怪人物』（2004年3月20日）
- 『新・本格推理05 九つの署名』（2005年3月20日）
- 『新・本格推理06 不完全殺人事件』（2006年3月20日）
- 『新・本格推理07 Qの悲劇』（2007年3月20日）
- 『新・本格推理08 消えた殺人者』（2008年3月20日）
- 『新・本格推理 特別編 不可能犯罪の饗宴』（2009年3月20日）

### 本格推理マガジン
最初の3号は鮎川哲也編、以降は鮎川哲也監修、芦辺拓編。1冊目の「孤島の殺人鬼」は、アマチュア投稿者の小説の2度目の掲載のために企画された。以降の4冊は、過去の埋もれた名作を再録するものである。
- 『孤島の殺人鬼 本格推理マガジン』（1995年12月20日）
- 『硝子の家 本格推理マガジン』（1997年3月20日）
- 『鯉沼家の悲劇 本格推理マガジン』（1998年3月20日）
- 『絢爛たる殺人 本格推理マガジン』（2000年10月20日）
- 『少年探偵王 本格推理マガジン』（2002年4月20日）

## 投稿作家リスト
題名の後の数字は掲載巻数。(n1)は『新・本格推理』の1号。(孤)は『孤島の殺人鬼』、(特)は『新・本格推理 特別編』。

### 掲載後、単行本デビューした作家
- 青木知己 - 「Y駅発深夜バス」(n3)、「迷宮の観覧車」(n4)、「九人病」(n5)
- 秋梨惟喬 - 「落研の殺人」(2) - 那伽井聖名義
- 石川真介 - 「黒い白鳥」(5) - 応募時には既に単行本上梓済み
- 大倉崇裕 - 「エジプト人がやってきた」(10)
- 大山誠一郎 - 「聖ディオニシウスのパズル」(n3)
- 鏑木蓮 - 「マコトノ草ノ種マケリ」(n6)、「かれ草の雪とけたれば」(特)
- 北森鴻 - 「仮面の遺書」(1)、「踊る警官」(孤)
- 霧舎巧 - 「手首を持ち歩く男」(10)、「紫陽花物語」(13) - 砂能七行（さのう ななゆき）名義
- 黒田研二 - 「そして誰もいなくなった……のか？」(8)
- 剣持鷹士 - 「おしゃべりな死体」(8)
- 城平京 - 「飢えた天使」(10)
- 瀬尾こると - 「鳥」(1)（蕎麦米単九名義）、「ガリアの地を遠く離れて」(n1) - 1997年、小説現代推理新人賞受賞
- 蘇部健一 - 「しおかぜ17号四十九分間の壁」(7) - 我妻起成（わがつま きせい）名義
- 高橋由太 - 「紅き虚空の下で」(n5)、「蛙男島の蜥蜴女」(n5)
- 田中啓文 - 「落下する緑」(2)
- 司凍季 - 「亡霊航路」(2) - 応募時には既に単行本上梓済み
- 柄刀一 - 「密室の矢」(3)、「逆密室の夕べ」(孤)、「白銀荘のグリフィン」(9)
- 津島誠司 - 「牙を持つ霧」(1) - 応募作ではなく招待作品
- 津村巧 - 「SNOW BOUND－雪上の足跡－」(10)、「DEATH OF A CROSS DRESSER－女装老人の死－」(12) - 荻生亘（おぎう たかし／わたる[1]）名義
- 七河迦南 - 「あやかしの家」(n6)、「暗黒の海を漂う黄金の林檎」(n7)
- 二階堂黎人 - 「赤死荘の殺人」(1) - 応募作ではなく招待作品
- 三津田信三 - 「霧の館 迷宮草紙 第一話」(3)、「死霊の如き歩くもの」(特)
- 光原百合 - 「やさしい共犯」(6)、「無欲な泥棒－関ミス連始末記」(9)、「消えた指輪」(12)、「花散る夜に」(特) - 最初の2つは吉野桜子名義
- 緑川聖司 - 「孤島の殺人」(7)、「ある山荘の殺人」(13) - 湯川聖司名義
- 村瀬継弥 - 「藤田先生と人間消失」(1)、「鎧武者の呪い」(孤)、「暖かな病室」(13)、「教授の色紙」(14)
- 山本甲士 - 「小指は語りき」(9)

光文社のKAPPA-ONE登龍門でデビューした作家
以下の4人は光文社の新人発掘企画「KAPPA-ONE登龍門」の第1期生として2002年4月に同時にデビューした。
- 石持浅海 - 「暗い箱の中で」(11)、「地雷原突破」(12)、「利口な地雷」(15)、「ハンギング･ゲーム」(特)
- 加賀美雅之 - 「我が友アンリ」(14)、「暗号名『マトリョーシュカ』―ウリャーノフ暗殺指令―」(n1)、「『樽の木荘』の悲劇」(n2)、「聖アレキサンドラ寺院の惨劇」(特) - 特別編掲載作以外は田辺正幸名義。(n1)、(n2)は長谷川順子との共著
- 林泰広 - 「二隻の船」(8)、「プロ達の夜会」(13)、「問う男」(14)
- 東川篤哉 - 「中途半端な密室」(8)、「南の島の殺人」(12)、「竹と死体と」(n1)、「十年の密室・十分の消失」(n2)、「時速四十キロの密室」(特) - 特別編掲載作以外は東篤哉名義

### 掲載以前からアマチュア作家として活躍していた作家
下記以外にも、別冊の「本格推理マガジン」には、両人の過去の作品が再録されている。
- 天城一 - 「早春賦」(6)
- 山沢晴雄 - 「砧未発表の事件」(1)、「金知恵の輪」(8)、「見えない時間」(14)

### アマチュア投稿作家

#### あ行
- 愛理修（あいり おさむ） - 「誰にもできる密室」(8)、「霧湖荘の殺人」(12)、「月の兎」(n2)、「偶然のアリバイ」(n6)、「詭計の神」(n7)
- 蒼井直人 - 「調香師の事件簿」(1)、「見えない移り香」(2)
- 青山蘭堂 - 「風変わりな料理店」(n1)、「ポポロ島変死事件」(n3)、「幽霊横丁の殺人」(n4)、「床屋の源さん、探偵になる」(n7)
- 赤井一吾 - 「この世の鬼」(11)、「翼ある靴」(12)
- 秋井裕 - 「教唆は正犯」(n5)
- 朝岡栄治 - 「お誕生日会」(15)
- 葦原崇貴 - 「くるまれて」(n7)
- 飛鳥悟（あすか さとる） - 「完全無穴の密室」(11)、「死霊の手招き」(13)、「丑の刻参り殺人事件」(15)
- 天宮蠍人（あまみや かつひと） - 「極魔術師ドクター・フランケン」(5)、「蜘蛛の塔」(孤)、「それは海からやって来る」(9)、「時計台の恐怖」(n2)
- 安萬純一（あまん じゅんいち） - 「イルクの秋」(n7)
- 網浦圭 - 「夏の幻想」(10)、「時刻表のロンド」(n1)、「何処かで気笛を聞きながら」(n5)
- 鮎坂雨京 - 「午前零時の失踪」(6)
- 新麻聡（あらま そう） - 「マグリットの幻影」(3)、「十円銅貨」(9)
- 有賀南 - 「イエス／NO」(11)
- 池月涼太 - 「内勤刑事」(4)、「お寒い死体」(15)
- 泉水堯 - 「天空からの槍」(n8)
- 井上宗一 - 「水曜日の子供」(n1)
- 今里隆二 - 「陽炎の夏」(15)
- 依早生加津朗（いわせ かつろう） - 「不思議と出会った夏」(6)
- 上野晃裕 - 「女を探せ」(9)
- 魚川鉾夫（うおかわ ほこお） - 「つなひき」(11)
- 宇田俊吾、春永保 - 「湖岸道路のイリュージョン」(n2)、「悪夢まがいのイリュージョン」(n3)
- 雨月行（うづき こう） - 「閉じこめられた男」(12)、「手首は現れた」(14)
- 唄川昼仁（うたがわ ひるひと） - 「雪かきパズル」(6)
- 江島伸吾 - 「アンソロジー」（応募作ではなく招待作品）(2)、「ともしび」(孤)
- 大石直紀 - 「殺意の館」(8)
- 大木智洋 - 「白の方程式」(8)
- 太田宜伯（おおた よしのり） - 「愛と殺意の山形新幹線」(1)
- 大友瞬 - 「妻は何でも知っている」(5)、「オニオン・クラブ綺談」(孤)、「妻は何でも知っている2」(7)、「オニオン・クラブ綺談5 鍵のお告げ」(15)
- 大森善一（おおもり ぜんいち） - 「六人の乗客」(15)
- 大家有隆（おおや ゆたか） - 「時空館の殺人」(3)
- 岡村流生（おかむら るい） - 「『青い部屋』に消える」(13)
- 小田牧央 - 「カントールの楽園で」(n4)
- 乙蘭人（おと らんと） - 「汚された血脈」(2)
- 小貫風樹（おぬき かざき） - 「とむらい鉄道」(n3)、「稷下公案」(n3)、「夢の国の悪夢」(n3) - 「とむらい鉄道」は2004年日本推理作家協会賞候補
- 織月冬馬 - 「透明な鍵」(10)

#### か行
- 風見詩織 - 「店内消失」(12)
- 勝・恵（かつ けい） - 「誰が彼を殺したか」(2)
- 加藤元昭 - 「展望亭の殺人」(7)
- 神島耕一 - 「静かな夜」(1)
- 神田貴仁 - 「遅すぎた推理」(4)
- 北野安曇 - 「双子神社異聞」(2)
- 如月妃 - 「黄昏に沈む、魔術師の助手」(n7)
- 木村聡（きむら そう） - 「亡霊の殺意」(4)
- 霧承豊（きりじょう ゆたか） - 「犬爺さんの事件」(6)、「あるピアニストの憂鬱」(14)
- 九院理（くいん さとし） - 「アリバイのゆくえ」(5)、「密室のゆくえ」(7)
- 日下隆思郎（くさか りゅうしろう） - 「葵荘事件」(3)、「ゆり荘事件」(孤)
- 黒戸太郎 - 「三度目は…」(7)、「塩の道の証人」(12)
- 古賀牧彦 - 「死人に口あり」(3)
- 五月たぬき（ごがつ たぬき） - 「天に昇る足跡」(5)、「五行相克の殺人」(9)
- 後藤紀子 - 「恐怖時代の一事件」(n2)
- 琴代智（ことしろ さとる） - 「桑港の幻」(1)
- 琴平荘介 - 「氷上の歩行者」(14)
- 小波涼 - 「青い城の密室」(6)、「少年、あるいはD坂の密室」(8)
- 小松立人 - 「キャンプでの出来事」(11)
- 小宮英嗣 - 「賢者セント・メーテルの敗北」(n8)

#### さ行
- 嵯峨大介 - 「動く「密室」」(15)
- 坂本富三 - 「最終バスの乗客」(14)
- 佐久島憲司 - 「屈折の殺意」(11)
- 佐々植仁（ささうえ ひとし） - 「死線」(2)、「ふたたびの葬送」(孤)
- 佐々木重喜（ささき しげき） - 「推理研の冬休み」(2)
- 佐々木幸哉 - 「狼どもの密室」(3)
- 佐藤篤史 - 「時間収集家」(6)
- 澤井祐典 - 「イヴ・ステップの殺人」(3)
- 澤本等 - 「第四象限の密室」(n8)
- 時織深（じおり ふか） - 「ノベルティーウォッチ」(n4)、「無人島の絞首台」(n5)、「般若の目」(n6)
- 紫苑明日香（しおん あすか） - 「よりによってこんな時に」(6)
- 紫希岬真緒（しきさき まお） - 「閉ざされた山荘にて」(6)、「僕を悩ませるミステリーについて」(孤)、「初雪の舞う頃」(9)
- 司十巳呂（しとお みろ） - 「ウルヂの壺」(7)
- 柴田哲良 - 「雪のウエディングドレス」(15)
- 白石千恵利 - 「死霊」(2)
- 城之内名津夫 - 「遺体崩壊」(13)
- 進見達生（しんみ たつお） - 「ベッドの下の死体」(8)
- 杉野舞人 - 「嵐の後の山荘」(3)
- 鈴木一夫 - 「雪の夜の五重奏」(4)、「仮面の中のアリア」(孤)
- 鈴木夜行（すずき やこう） - 「紫陽花の呟き」(10)
- 鈴木康之 - 「怨と偶然の戯れ」(11)
- 涼本壇児朗 - 「黄昏の落とし物」(13)
- 砂山マモル - 「漱石とフーディニ」(7)
- 園田修一郎 - 「ドルリー・レーンからのメール」(14)、「東京不思議DAY」(n1)、「作者よ欺かるるなかれ」(n3)、「ありえざる村の奇跡」(n4)、「水島のりかの冒険」(n5)、「X以前の悲劇 「異邦の騎士」を読んだ男」(n6)、「ホワットダニットパズル」(n7)、「シュレーディンガーの雪密室」(n8)、「だから誰もいなくなった」（七番目の椅子 入選）(特)
- 蕎麦米単九（そばごめ たんく） → 瀬尾こると

#### た行
- 高島哲裕 - 「ビルの谷間のチョコレート」(10)
- 鷹将純一郎（たかしょう じゅんいちろう） - 「窮鼠の悲しみ」(n2)、「金木犀の香り」(n4)、「モーニング・グローリィを君に」(n5)
- 高橋城太郎 - 「蛙男島の蜥蜴女」(n5)、「紅き虚空の下で」(n5)
- 高林徹 - 「落ちて死んだ男」(3)
- 高張是人 - 「雪花の舞い」(4)
- 高村寛昭 - 「開かれた数字錠」(4)
- 武井学（たけい まなぶ） - 「ある山荘にて」(9)
- 田中健治 - 「隣りの部屋の殺人」(15)
- 谷英樹 - 「たからさがし」(4)
- 谷口綾 - 「信じる者は救われる」(13)
- 知念俊太 - 「長雨」(8)
- 千桂賢丈（ちよし たかひろ） - 「被拐取者に発言させない事(誘拐の鉄則)」(14)
- 司直（つかさ なお） - 「JKI物語」(11)
- 土屋理敬（つちや みちひろ） - 「疾走する殺意」(5)
- 寺崎知之 - 「ホームにて」(12)
- 友杉直人 - 「信州推理紀行」(1)、「南伊豆ミステリー館紀行」(8)

#### な行
- 内藤和宏 - 「ダイエットな密室」(10)
- 中野隆夫 - 「殺しのからくり」(6)
- 中野理香 - 「時計の家事件」(7)
- 中村英雄 - 「超能力者の密室」(4)
- 永山智也 → 永宮淳司
- 永宮淳司 - 「鬼が踊る夜」(5)（永山智也名義）、「見えない足跡」(孤)
- 南雲悠（なぐも はるか） - 「猫の手就職事件」(13)
- 成重奇荘 - 「歪んだ鏡」(n7)
- 西新井栄 - 「酒亭『銀富士』の殺人」(3)
- 榿島和（にれじま なぎさ） - 「白虎の径―密室B13号」(n1)

#### は行
- 獏野行進 - 「壁の見たもの」(12) 、「ミカエルの心臓」(n8)
- 葉月馨 - 「サンタクロースの足跡」(10)、「クリスマスの密室」(13)
- 羽月崇（はづき たかし） - 「サンタクロースの密室」(6)
- 濱田健一 - 「鳴く密室」(4)
- 濱手崇行（はまて たかゆき） - 「肖像画」(10)
- 早川亮 - 「シャチの住む密室」(5)
- 春永保 → 宇田俊吾、春永保
- 稗苗仁之 - 「蛍の腕輪」(n6)
- 飛児おくら（ひこ おくら） - 「湯めぐり推理休暇 伊豆湯ヶ島温泉編」(12)
- 碑歳美代（ひとし びだい） - 「氷点下7度Cのブリザード」(1)
- ひょうた - 「吾輩は密室である」(n4)、「みんなの殺人」(n6)
- 深川拓 - 「鬼神たちの夜」(5)、「情炎」(15)
- 藤崎秋平 - 「風水荘事件」(15)、「コンポジット・ボム」(n8)
- 藤田将文 - 「数文字」(2)
- 藤原遊子 - 「コスモスの鉢」(n5)、「手のひらの名前」(n6)、「密室の石棒」(n7)
- 二見晃司 - 「鉛筆を削る男」(10)
- 北条義弘 - 「1／2」(4)
- 堀燐太郎 - 「ジグソー失踪パズル」(n2)、「ウェルメイド・オキュパイド」(n8)
- 堀内胡悠（ほりうち こゆう） - 「僕の友人」(12)、「時間を売る男」(14)

#### ま行
- 前田諭 - 「夜間飛行」(5)
- 牧野慎悟 - 「欠けたサークル」(3)
- 増本宣久 - 「密室、ひとり言」(9)
- 雅鶇二（みやび とうじ） - 「骨の過ごした日々」(7)
- 目羅晶男 - 「黄金の指」(11)、「溺れた人魚」(14)
- 森輝喜（もり てるき） - 「鳶と鷹」(5)、「壊れた時計」(14)、「殺人の陽光」(n4)、「エクイノツィオの奇跡」(n8)
- 森田明良 - 「完成の朝」(4)
- 守矢帝（もりや てい） - 「冷たい夏」(10)

#### や・ら行
- 八木健威（やぎ けんい） - 「遺産相続ゲーム」(孤)、「森の記憶」(9)、「水の記憶」(13)
- 矢島麟太郎 - 「さわがしい兇器」(11)
- 安浦むつみ - 「偶然の目撃者」(4)
- 由比敬介 - 「嵐の山荘」(3)
- 由比俊之介 - 「魔術師の夜」(11)
- 優騎洸 - 「論理の犠牲者」(n8)
- 行多未帆子（ゆくた みほこ） - 「うちのカミさんの言うことには2」(6)、「テレポーテーション」(15)
- 譲原実（ゆずりはら みのる） - 「情景に誘われる悲喜劇」(4)
- 吉田元紀（よしだ もとき） - 「犬哭島の惨劇」(5)、「真冬の夜の怪」(7)
- 吉田豊 - 「ある山荘にて」(9)
- 利根祐介（りね ゆうすけ） - 「柳之介の推理」(1)、「壁に消えた男」(7)

## 再録作リスト
本格推理13 幻影の設計者たち
13巻の記念として、鮎川哲也の単行本未収録作品が再録された。
- 「海彦山彦」
- 「遺書」
- 「殺し屋の悲劇」
- 「ガーゼのハンカチ」
- 「酒場にて」

本格推理マガジン再録作リスト
- 『硝子の家 本格推理マガジン』（1997年3月20日）
  - 島久平 - 「硝子の家」
  - 山沢晴雄 - 「離れた家」
  - 天城一 - 「鬼面の犯罪」
- 『鯉沼家の悲劇 本格推理マガジン』（1998年3月20日）
  - 宮野叢子 - 「鯉沼家の悲劇」
  - 横溝正史、岡田鯱彦、岡村雄輔 - 「病院横町の首縊りの家」
  - 狩久 - 「見えない足跡」、「共犯者」
- 『絢爛たる殺人 本格推理マガジン』（2000年10月20日）
  - 岡村雄輔 - 「ミデアンの井戸の七人の娘」
  - 宮原龍雄、須田刀太郎、山沢晴雄 - 「むかで横丁」
  - 坪田宏 - 「二つの遺書」
  - 宮原龍雄 - 「ニッポン・海鷹(ｼｰﾎｰｸ)」
  - 鷲尾三郎 - 「風魔」
- 『少年探偵王 本格推理マガジン』（2002年4月20日）
  - 江戸川乱歩 - 「まほうやしき」、「ふしぎな人／名たんていと二十めんそう」、「かいじん二十めんそう」
  - 高木彬光 - 「吸血魔」
  - 鮎川哲也 - 「空気人間」、「呪いの家」、「時計塔」
  - 河島光広（漫画） - 「ビリーパック 恐怖の狼人間」